# Микарея почерневшая
Мика́рея почерне́вшая (лат. Micarea denigrata) — вид лихенизированных аскомицетов, включённый в род Микарея (Micarea) семейства Пилокарповые (Pilocarpaceae).

## Описание
Таллом обычно накипной, развитый, состоящий из выпуклых ареол 0,06—0,2 мм в диаметре, реже слаборазвитый и погружённый в субстрат. Окраска беловатая или сероватая, с зеленовато-оливковым оттенком, более заметным при произрастании в тени. Апотеции сидячие, многочисленные, до 0,5 мм в диаметре, с серым до почти чёрного диском (изредка бледным), сильно выпуклым диском. Гимений бледно-оливково-коричневый, гипотеций обычно бесцветный. Эксципул обычно почти не развит даже у только что появившихся апотециев. Пикниды обычно присутствуют, серого или чёрного цвета.
Аски булавовидной формы, 28—36×9—12 мкм, с 8 спорами. Споры бесцветные, септированные, эллиптической формы, 9—16×2—3,5 мкм.
Содержит гирофоровую кислоту. Слоевище при контакте с раствором гипохлорита обычно становится оранжево-красным.

## Экология, ареал
Широко распространённый лишайник, известный из Евразии, Северной Америки, Австралии. Встречается на древесине лиственных и хвойных пород, чаще на открытых местах по краю леса и на полянах, изредка — на обработанной древесине.

## Таксономия и систематика

### Синонимы
- Biatora aniptiza (Stirt.) Walt.Watson, 1953
- Biatora denigrata Fr., 1822basionym
- Biatorina denigrata (Fr.) Poetsch, 1872
- Biatorina spodiza (Nyl.) A.L.Sm., 1911
- Catillaria denigrata (Fr.) Vain., 1934
- Catillaria denigrata f. poliococca (Nyl.) Vain., 1934
- Catillaria denigrata f. pseudoglomerella (Harm.) Grummann, 1963
- Catillaria denigrata f. pyrenothizans (Nyl.) Vain., 1934
- Catillaria denigrata var. bacidiella (Vain.) Grummann, 1963
- Catillaria denigrata var. pseudoglomerella (Harm.) Boistel, 1903
- Catillaria hemipoliella (Nyl.) Blomb. & Forssell, 1880
- Catillaria spodiza (Nyl.) Zahlbr., 1926
- Catillaria synothea f. poliococca (Nyl.) Zahlbr., 1939
- Catillaria synothea f. pyrenothizans (Nyl.) Lettau, 1912
- Catillaria synothea var. poliococca (Nyl.) Erichsen, 1943
- Lecidea aniptiza Stirt., 1876
- Lecidea aniptiza f. intersociella Stirt., 1876
- Lecidea anomala f. pyrenothizans Nyl., 1861
- Lecidea denigrata (Fr.) Nyl., 1853
- Lecidea denigrata f. pseudoglomerella Harm., 1898
- Lecidea denigrata var. bacidiella Vain., 1883
- Lecidea hemipoliella Nyl., 1875
- Lecidea parissima Nyl., 1871
- Lecidea poliococca Nyl., 1861
- Lecidea spodiza Nyl., 1874
- Micarea bacidiella (Vain.) Vězda, 1976
- Micarea hemipoliella (Nyl.) Vězda, 1976
- Patellaria denigrata (Fr.) Spreng., 1827